# 전국국어교사모임
전국국어교사모임(全国韩语教师协会. Korean Language Teachers Association)은 대한민국의 중 · 고등학교의 국어과 교사들의 대표적인 단체이다. 1988년에 창립하였으며 2005년에 사단법인의 설립을 인가받아 현재에 이르고 있다. 대안 교과서 《우리말 우리글》을 만들었고, 교육 현장에 바탕을 둔 교육과정을 개발해 왔고, 국어교육 관련 책을 여러 권 펴냈다. 대한민국 국어교육 단체 중에서 가장 많은 회원 수를 자랑한다. 다양한 국어 교과서의 집필자로 이 단체의 교사들이 참여해왔다. 교육청의 1급 정교사 연수에도 이 단체의 교사들이 강사로 많이 나온다. 단체의 회지로 계간지 《함께 여는 국어교육》이 봄, 여름, 가을, 겨울 이렇게 일 년에 네 차례 나온다. 국어교사 3000명 카톡방과 1500명 카톡방에서 이 단체의 교사들이 대가 없이 교사들의 국어 수업 관련 질문에 높은 수준의 대답을 해준다. 국어교사, 교수, 연구자, 예비교사, 국어교육에 관심이 있는 이는 누구나 가입할 수 있고, 회원 가입과 활동에서 정규직과 비정규직을 구분하지 않는다.        
[연수] 
소통과 깊이가 있는 연수를 진행한다. 연수국이 수시로 다양하게 개설하는 연수에서는 소규모 인원이 깊게 공부하며 수업 전문가, 학자, 비평가, 예술가를 대면으로 혹은 원격으로 만난다. 겨울방학에는 총회를 겸한 전국 연수를, 여름방학에는 권역별 연수를 시행한다. 그리고 지역 모임이 중심이 되어 젊은 국어교사를 위한 연수, 월례강좌, 특강이 개설된다. 연수국의 활동 소개 https://blog.naver.com/hehe26/223047735521

[계간지 발행] 
국어교육계에서 가장 발행 부수가 많은 계간지 《함께 여는 국어교육》을 편집국에서 펴낸다. 책마다 한 가지씩 초점이 있어서 한 권 한 권 읽다 보면 전문성이 깊어진다. 국어교사가 겪는 문제와 해결 방안, 멋지게 사는 교사, 수업 전문가 인터뷰, 수업 사례가 실려 있다. 이 책은 국어교사의 이야기를 담은, 국어교사가 만드는, 국어교사를 위한 책이다. 책마다 중학교 수업 사례 1편, 고등학교 수업 사례가 1편 실리는데, 그 시점에서 가장 주목할 만한 사례를 소개하기에 최신 수업 동향이나 깊이 있는 실천 사례를 알고 싶을 때 이 계간지에 실린 수업 사례를 찾아보면 도움이 된다. 
17개 지역에 회지읽기모임이 있어서 공부하고자 하는 국어교사들이 많이 참여한다. 회지읽기모임 소개 https://blog.naver.com/momentoday/223039999772

[지역 모임]  
아름답게, 잘 살고 싶은 교사들이 지역에서 모인다. 가르치기 힘든 상황에서 첫 마음을 잃지 않고 사는 교사들이 모여, 더 재밌으면서 보람 있게 수업하는 방법을 같이 공부한다. 학교에서 겪는 고충을 털어놓고, 서로가 만든 수업 사례와 자료를 아낌없이 나눈다. 지역 모임 안에는 여러 공부 소모임이 있다. 각 지역 연구 모임의 대표는 다음과 같다. 
강원 곽영희 해랑중.  
경기 김형태 경기과학고.  
경북 이림 영주여고.  
광주 조미숙 신광중.  
대구 박현진 대구국제고.  
대전 제갈현소 송강중.  
부산 김중수 부산대.  
서울 김언주 방이중.  
울산 오동훈 강동고.  
인천 임성빈 산곡고.  
전남 김은희 빛가람중.  
전북 김형훈 전주성심여고.  
충남 김만익 천안월봉고.  
충북 김미순 한국교원대부설고.        

[주제 모임]  
독서교육 분과 물꼬방, 매체연구회, 교육과정위원회, 소설로 소통하는 수업연구모임 등 한 주제로 가지고 공부하는 주제별 소모임이 전국 단위로 있다. 어느 한 분야에 관심이 많은 회원이 참여하는, 특정 주제에 전문성이 있는 연구 모임이다. 
독서교육 분과 물꼬방 박정인 서울 연신중.  
매체연구회 김수연 서울 태랑중. 
교육과정위원회 안용순 서울 배명고.  
소소모 임정현 충남 천안쌍용중. 
*독서교육 분과 물꼬방 2024 추천도서 https://blog.naver.com/gilly71/223381575419

[전국 청소년 이야기대회] 
우리 겨레의 삶과 지혜가 담긴 ‘옛날 이야기’, 학생의 경험을 솔직하고 재미있게 풀어내는 ‘요즘 이야기’로 나누어 말재주꾼 학생들이 이야기를 펼쳐 나간. 전국대회에서 이런 이야기꽃이 피어난다. 청소년이면 누구나 참가할 수 있다.      

[우리말교육현장학회]  
우리말교육 이론을 발전시키고자 결성된 우리말교육현장학회는 시의성 있는 주제를 정해서 학술발표회를 한다. 연 2회 펴내는 학술지 《우리말교육현장연구》에는 우리말교육을 더 발전시키는 데 필요한 현장성 있는 연구 내용이 담겨 있다. 우리말교육을 현장에서 실천하고 연구하는 선생님 누구나 투고할 수 있다.    

전국국어교사모임의 정회원의 월 회비는 1만 원이다. 회원 가입은 전국국어교사모임 누리집에서 한다. http://www.naramal.or.kr
정회원이 되면, 국어교육 관련 소식과 연수가 이메일로 안내된다. 연수에서 정회원은 비회원보다 먼저 신청할 수 있다. 회원들의 수업과 평가 자료가 올라와 있는 누리집 자료실을 쓸 수 있다. 전국역사교사모임, 전국한문교사모임, 전국지리교사모임, 전국사회교사모임과 맺은 협약에 따라 이 교과의 회지를 무료로 볼 수 있다. 지역 모임과 주제 모임에 참여 자격을 얻는다. 계간지 《함께 여는 국어교육》을 종이책으로 받고 모든 과월호의 한글 파일과 피디에프 파일을 누리집에서 자유롭게 내려받을 수 있다. 학회지 《우리말교육현장연구》를 전자책으로 제공받는다.  